# エアハルト・クラック

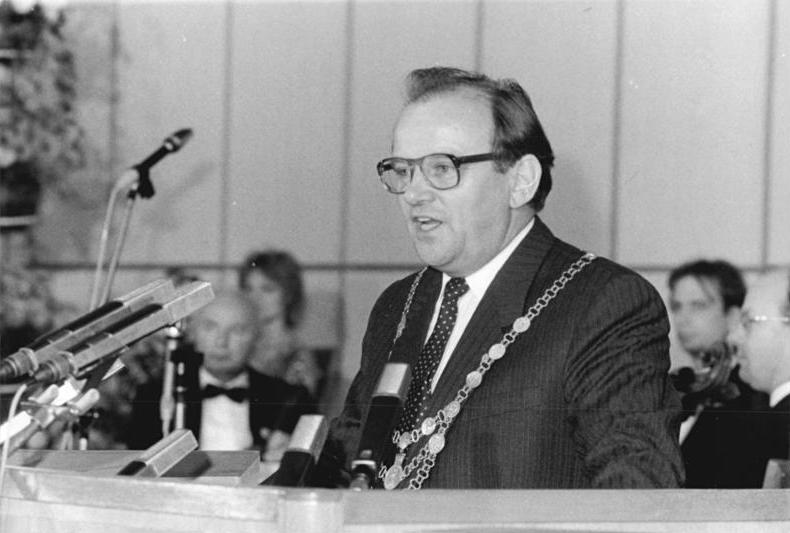
ベルリン市建設750年記念式典で演説するクラック（1987年）

エアハルト・クラック（ドイツ語: Erhard Krack、1931年1月9日 - 2000年12月13日）は、ドイツ民主共和国の政治家。ベルリンの壁崩壊当時の東ベルリン市長。

## 来歴・人物
ダンツィヒに生まれる。技術者としての教育を受けた後、アビトゥーアに合格。1951年にドイツ社会主義統一党（SED）に入党。大学で経済学を学んだ後、ヴァーネミュンデの造船所に勤務。地域・食料産業大臣を経て、1974年に東ドイツの首都東ベルリン市長に就任。人民議会に議席をもち、SED中央委員会委員でもあった。東ベルリン市長として中央区やプレンツラウアー・ベルク区の再開発に努めた。また第二次世界大戦の廃墟のままとなっていたジャンダルメンマルクト、フリードリヒ通り、ニコライ地区などを再建した。

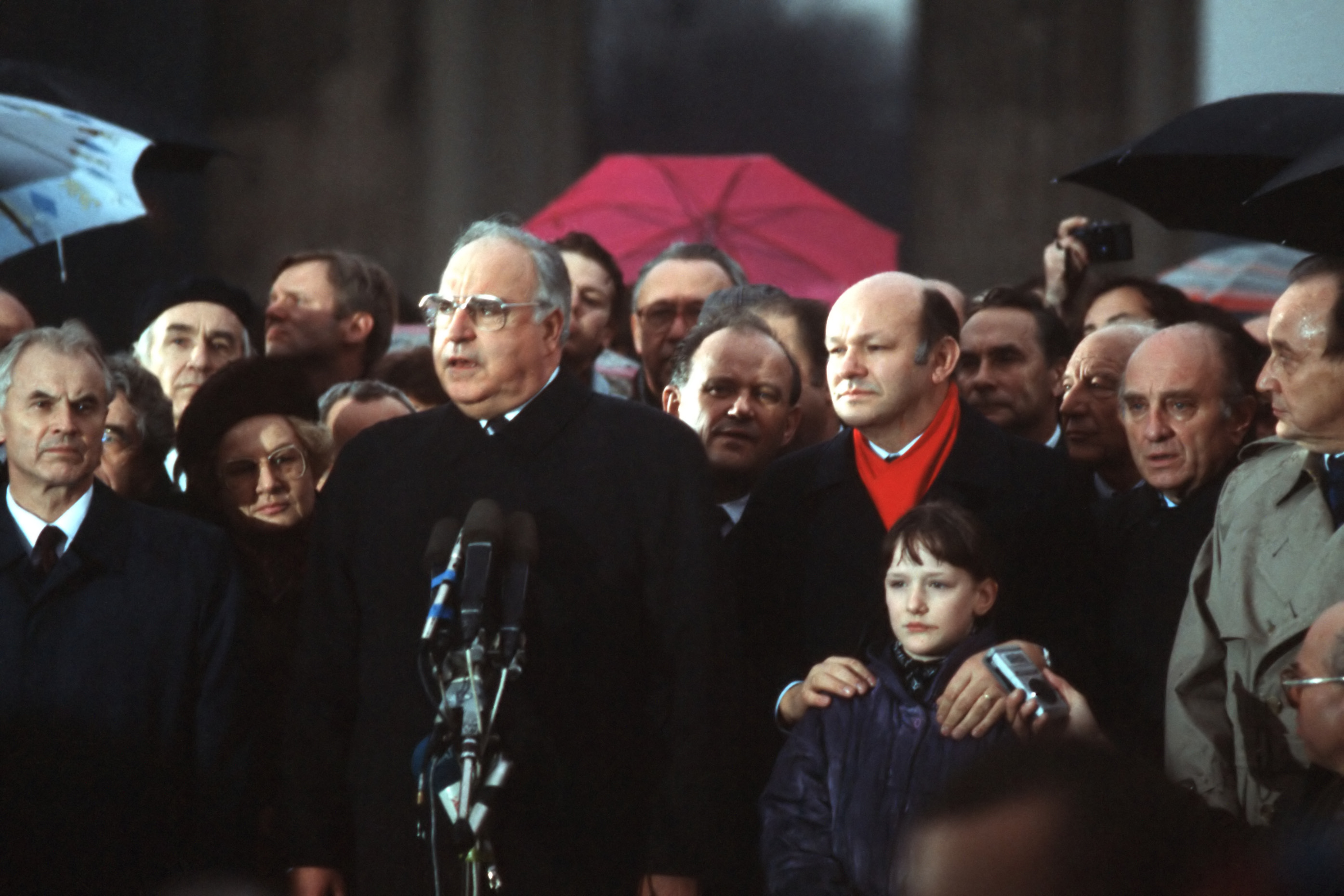
ブランデンブルク門開放式典に参列するクラック（画像中央のヘルムート・コールと赤マフラーのヴァルター・モンパーの間から顔を覗かせている人物）（1989年12月22日）

1989年5月7日の市議会議員選挙では、SEDを有利とする選挙不正に関与した。同年10月、市庁舎前広場に数千人の市民が集まって改革と民主化を要求するようになった。SED支配体制が崩壊する中、ベルリンでの市民代表との円卓会議に参加。ベルリンの壁が崩壊し、12月にブランデンブルク門が開放されると、当時の西ベルリン市長ヴァルター・モンパーや西ドイツ首相ヘルムート・コールと共に祝賀式典に参列した。
1990年2月に東ベルリン市長を辞任、前年の選挙不正の責任を認めた。ドイツ再統一後の1993年に懲役10か月の判決を受けたが、執行猶予となった。2000年12月13日にベルリンで死去し、パンコウ墓地に埋葬された。